# Dienst für außenpolitische Instrumente
Der Dienst für Außenpolitische Instrumente (FPI) ist eine Generaldirektion der Europäischen Kommission. Sie wird von der Hohen Vertreterin Kaja Kallas geleitet. 
Der Dienst ist in der Außenpolitik der Europäischen Union (EU) zuständig für die finanziellen und operativen Aspekte. Er unterstützt Staaten bei der Krisenbewältigung und ist für die Durchsetzung von Sanktionen der EU zuständig.